# Басараба Василь Наумович
Васи́ль Нау́мович Басара́ба (нар. 19 березня 1948, с. Біла Криниця, Рівненський район, Рівненська область — 9 червня 2021, Рівне, Рівненська область) — український поет, журналіст, краєзнавець. Член Національної спілки письменників України.

## Життєпис
Народився 19 березня 1948 р. в с. Біла Криниця Рівненського району Рівненської області. Закінчив філологічний факультет Київського державного університету (тепер Київський національний університет ім. Т. Г. Шевченка).
У 1969—1970 роках працював кореспондентом Гощанської районної газети, потім завідувачем відділу редакції обласної газети «Вільне слово».

## Творчість
Автор книжок поезій «У країні Україні», «Воля», «Калинова кров», гумору «Прісне і присмачене», краєзнавчого нарису «Нобель на озері», збірки для дітей «Ожинова стежина», повісті й оповідання «Оксамитовий вітер»
Окремими книжками вийшли:
- збірки поезій
- «У країні Україні» (1991),
- «Воля» (1999),
- «Калинова кров» (2001),
- «Прісне і присмачене» (2002),
- збірка віршів для дітей «Ожинова стежина» (1995),
- краєзнавча книжка «Нобель на озері Нобель» (2003),
- книга прози «Оксамитовий вітер» (2005),
- роман «Страшний суд»[4] (2013),
- роман «Блекота» (2018)
- роман «Вогонь і вітер» (2020)
- збірка поезій «Слов'янський світ» (2021).

## Нагороди[5]
Лауреат регіональної краєзнавчої премії «За відродження Волині» (1999).[недоступне посилання]
Дипломант літературного конкурсу «Коронація слова-2013» за роман «Страшний Суд».
Лауреат Рівненської міської премії імені Уласа Самчука в галузі літератури 2015 за роман «Страшний Суд».
Лауреат обласної літературної премії імені Валер'яна Поліщука (2005).
Лауреат «Коронації слова 2015» у номінації «Пісенна лірика».